# Wilhelm Huberts
Wilhelm Huberts (auch Willi bzw. Willy; * 22. Februar 1938 in Voitsberg; † 4. März 2022) war ein österreichischer Fußballspieler und Nationalspieler. Er war der erste österreichische Spieler in der deutschen Fußball-Bundesliga.

## Karriere
Huberts begann seine Laufbahn in seiner weststeirischen Heimat beim ASK Voitsberg. Von dort holte ihn der GAK 1955 in das Stadion an der Körösistraße. Durch seine herausragenden technischen Fähigkeiten und Torjägerqualitäten wurde er bald vom Grazer Publikum bewundert und verehrt.
Als der GAK 1959 in New York eine Reihe von Freundschaftsspielen (darunter auch zwei gegen Real Madrid) austrug, überzeugte der Mittelfeldspieler dermaßen, dass er im Folgejahr vom New York Hungaria verpflichtet wurde. Mit diesem Klub gewann er 1962 den National Challenge Cup (heute Lamar Hunt U.S. Open Cup).
In den Jahren 1959 bis 1960 bestritt er vier Länderspiele für die österreichische Nationalmannschaft, wobei er im Debüt gegen die belgische Nationalelf den zweiten Treffer zum 2:0-Auswärtssieg erzielte. Mit dem Wechsel nach New York setzte der aufstrebende Profi seiner Laufbahn als Nationalspieler des ÖFB jedoch ein jähes Ende, da die damaligen Verkehrsmöglichkeiten keine Einberufungen mehr ermöglichten. Auch nach seinem späteren Wechsel zu Eintracht Frankfurt konnte er seine Laufbahn als Nationalspieler nicht mehr fortsetzen, da zu jener Zeit die Legionäre von den Vereinen nur für große Turniere freigestellt wurden.
Im Jahr 1962 kehrte er nach Europa zurück und spielte in der Saison 1962/63 für die AS Rom. Danach wechselte er zu Eintracht Frankfurt, einem Gründungsmitglied der damals neugeschaffenen Bundesliga. Mit Huberts stellte die Eintracht in der Erstsaison einen von nur vier Legionären im deutschen Profifußball und dabei den einzigen Österreicher. In den 1960er Jahren war Huberts eine zentrale Figur in der Frankfurter Mannschaft. Er trug meist das Trikot mit der Rückennummer 10 und bestritt insgesamt 247 Pflichtspiele, in denen er 80 Tore erzielte. Aufgrund seiner technischen Fertigkeiten konnte Huberts auf nahezu allen Feldspielerpositionen eingesetzt werden. In Frankfurt spielte er zunächst vornehmlich offensiv orientiert, später, unter dem Trainer Erich Ribbeck, wurde er als Libero entdeckt und eingesetzt.
Neben seiner Verpflichtung bei Eintracht Frankfurt betrieb er in der Frankfurter Schillerstraße ein Sportgeschäft.
Zur Saison 1970/71 kehrte er nach Österreich zurück, zunächst für ein Jahr zum FK Austria Wien, schließlich spielte er aber 1971–1975 noch einmal vier Jahre bei seinem Stammverein GAK. Als Trainer war er anschließend noch beim Kapfenberger SV, dem DSV Alpine Donawitz und dem Linzer Athletik-Sport-Klub (LASK) tätig.
Huberts starb am 4. März 2022.
Er wurde am Zentralfriedhof Graz beerdigt.